# Ise no Taifu

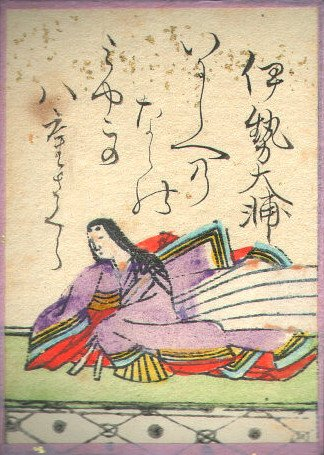
Ise no Taifu, trong tập Ogura Hyakunin Isshu.

Ise no Taifu (Nhật: 伊勢大輔 (Y Thế Đại Phụ)) là nhà thơ waka Nhật Bản, hoạt động tích cực vào tiền bán thế kỉ thứ 11. Ông nội của bà là Ōnakatomi no Yoshinobu cũng là một nhà thơ waka nổi tiếng. Bà là một trong Ba mươi sáu ca tiên và một trong số những bài thơ của bà nằm trong tập thơ nổi tiếng Ogura Hyakunin Isshu.

## Tiểu sử
Bà là con gái của chức chủ tế ở đền thần Ise tên là Ōnakatomi no Sukechika ( Đại Trung Thần, Phụ Thân) nên được gọi theo chức vị của cha như thông lệ thời ấy. Bà là cháu của Ōnakatomi no Yoshinobu ( Năng Tuyên) (tác giả bài 49 trong tập Ogura Hyakunin Isshu). Theo hầu Hoàng Hậu Shōshi của Thiên Hoàng Ichijō, sau bà kết hôn cùng quan trấn thủ vùng Chikuzen tên là Takashina no Narinobu. Thâm giao với các bà Izumi Shikibu (tác giả bài 56 trong tập Ogura Hyakunin Isshu) và Sagami (bài 65). Trong Goshūi Wakashū ( Hậu Thập Di Tập), bà có 27 bài được chọn, cùng với Izumi Shikibu (67 bài) và Akazome Emon (31 bài), là những nhà thơ nữ tiêu biểu thời ấy.

## Thơ bà Ise no Taifu
Đây là bài thơ được đánh số 60 trong tập thơ Ogura Hyakunin Isshu do Fujiwara no Teika biên tập:
| Nguyên văn:                                            | Phiên âm:                                                            | Dịch thơ: | Diễn ý: |
| ------------------------------------------------------ | -------------------------------------------------------------------- | --- | --- |
| いにしへの 奈良の都の 八重桜 けふ九重に にほひぬるかな | Inishie no Nara no miyako no Yaezakura Kyô kokonoe ni Nioi nuru kana | Xưa anh đào tám lớp, Tô điểm trời cố đô. Bên ngai vàng chín bệ. Hương sắc lại thêm phô. (ngũ ngôn) Hoa tám tầng đẹp kinh xưa, Nay vào cung nội hương đưa chín tầng. (lục bát) | Hoa anh đào kép tám tầng (bát trùng), Ngày xưa ở cố đô Yoshino. Ngày nay được nở ở trong cung vua (cửu trùng) Nên còn khoe hương sắc hơn một bậc. |

### Xuất xứ
Shika Wakashū ( Từ Hoa Tập), thơ Xuân, bài 29.

### Hoàn cảnh sáng tác
Theo lời thuyết minh trong Shika Wakashū, thời Thiên Hoàng Ichijō, có lệ hàng năm các tăng quan dâng hoa yaezakura (anh đào dày tám lớp) của vùng cố đô Nara (kinh đô Heijō), nhân đấy, ở Kyōto (kinh đô Heian) có cuộc vịnh hoa. Trong tập thơ riêng của mình, bà Ise no Taifu có ghi lại tường tận hoàn cảnh sáng tác của bài thơ này. Theo đó, việc nhận hoa người ta đem tiến là phận sự của một nữ quan đàn chị. Bà đã đảm nhận chức này sau khi Murasaki Shikibu (tác giả bài 57) rút lui, nhường vinh dự ấy cho các đàn em hay chữ.

### Đề tài
Ca tụng cái đẹp của hoa anh đào ở cố đô Nara tương xứng với phong cảnh thái bình thịnh trị đương thời.
Tuy là một bài thơ có tính cách thù tạc nhưng Ise no Taifu dã khéo léo dùng chữ “bảy” (na) trong tên kinh đô Nara, “tám tầng” (yae) và “chín tầng” (kokonoe) để liên kết thời xưa (inishie) với đương thời (kyō). Tám tầng còn có nghĩa bát trùng lâu (gác 8 tầng) bên chùa Tōdaji ở Nara trong khi chín tầng là cung điện Heian hiện tại. Qua vẻ đẹp cành anh đào, tác giả ca tụng Triều đại thái bình đương thời. Chữ kyō cũng có hai nghĩa, vừa là kyō (今日 dịch: hôm nay), vừa ám chỉ kyō (京 dịch: kinh) là kinh đô Heian.
Yoshino, vùng núi non phía nam Nara không xa Kyōto, từng là kinh đô của 7 đời thiên hoàng kéo dài 74 năm (710-784). Còn hoa anh đào kép là một sản vật vùng Nara nên có thể nói là quí hiếm đối với người Kyōto. Điều này, tu sĩ Kenko đã nhắc đến trong đoạn 139 của cuốn tùy bút Tsurezuregusa ( Buồn buồn phóng bút) của ông.
Tuy tác giả dùng chữ nioi (hương) nhưng nên hiểu ở đây là sắc (thưởng ngoạn bằng thị giác) như qui ước thi ca Nhật khi nói về hoa anh đào.

## Đường dẫn ngoài
- McMillan, Peter. Năm 2010 (Bản in đầu, Năm 2008). Một Trăm Nhà Thơ, Mỗi Vị Một Thơ. New York: Nhà xuất bản Đại Học Columbia. (tiếng Anh)
- Suzuki Hideo, Yamaguchi Shin'ichi, Yoda Yasushi. Năm 2009 (Bản in đầu, Năm 1997). Genshoku: Ogura Hyakunin Isshu. Tokyo: Bun'eidō. (tiếng Nhật)
- Một trăm bài thơ Nhật Bản cổ (Hyakunin-isshu), biên dịch bởi William N. Porter, 1909, tại trang sacred-texts.com (tiếng Anh)
- Ogura Hyakunin Isshu, biên dịch bởi chimviet.free.fr Lưu trữ ngày 22 tháng 12 năm 2016 tại Wayback Machine